# FCシャイネン福島
FCシャイネン福島（エフシーシャイネンふくしま、ドイツ語: FC Scheinen FUKUSHIMA）は、福島県福島市をホームタウンとして活動するサッカークラブである。

## クラブ概要
2002年4月、福島に住む10代から20代の若者が集まり、福島からJリーグを目指す団体として「福島夢集団」を創設。2004年4月に前身となる「福島夢集団JUNKERS（ユンカース）」が設立された。2005年にはU-18チームと女子バレーボールチームも設立され、「福島夢集団」はNPO法人化した。ユンカースは2005年から福島県社会人サッカーリーグに参入し、3年で1部に昇格する。
2006年12月、福島夢集団がFCペラーダ福島（東北社会人サッカーリーグ2部所属）の運営を譲り受ける。これにより、ペラーダがトップチーム（後の福島ユナイテッドFCの前身となる）、ユンカースはセカンドチームとなった。
2007年の県リーグでは1勝9敗の最下位で2部降格が決定すると、チームは存続の危機に陥る。2008年、福島夢集団から独立し、渡邊剛充がチーム代表に就任。クラブ名もFCシャイネン福島に改め、新たなスタートを切った。シャイネン（scheinen）とは、ドイツ語で「輝く」という意味である。
2009年に県リーグ1部に復帰すると優勝を飾り、南東北3県リーグチャレンジマッチでも優勝。東北リーグ2部南に昇格を果たす。
2010年、特定非営利活動法人福島スポーツネットが運営する「FCレグノウァ」（2000年4月設立）の傘下に入り、同クラブのトップチームとなる。東北リーグ2部南では昇格1年目で優勝を果たしたが、2部優勝決定戦では2部北優勝の富士クラブ2003に0-2で敗れ自動昇格を逃すと、塩釜FCヴィーゼとの入替戦では2戦合計5-7で敗れ残留となった。
2016年は降格圏の8位でリーグを終えたが、DUOPARK.FCが活動を休止したため残留。しかしその翌年も8位となり、9年ぶりに福島県リーグに降格となった。
2021年よりチームの名称を下部組織と同じFCレグノウァに改称した。
2022年5月に元クラブ代表の渡邊がFCレグノウァから独立し新たに「FCシャイネン福島」としてジュニアチームを結成、トップチームも一時的にFCシャイネン福島へと名称を戻し全国クラブチームサッカー選手権福島県大会にもFCシャイネン福島として出場したが、8月には再びFCレグノウァに名称を戻している。同年は県リーグ1部3位であったが、東北リーグから2チームが降格し、県リーグ優勝のシャンオーレ郡山FCが東北リーグ参入戦に敗れ昇格を果たせなかったため、「玉突き」のかたちで2部降格となった。
2023年にはクラブ組織を法人化し、渡邊が代表を務める「スポーツクラブSTARTLINE」を母体として運営する。4月にはジュニアユースチームを設立、トップチームも福島スポーツネットから移管し、正式に「FCシャイネン福島」へと名称を戻し活動する。2024年をもってトップチームの活動を停止、福島県リーグを脱退した。

## 戦績

### 福島夢集団JUNKERS
| 年度 | 所属                | 順位 | 勝点 | 試合 | 勝 | 分 | 敗 | 得点 | 失点 | 得失差 |
| 2005 | 福島県3部西ブロック | 優勝 | 28   | 10   | 9  | 1  | 0  | 26   | 4    | 22     |
| 2006 | 福島県2部           | 2位  | 24   | 10   | 8  | 0  | 2  | 33   | 12   | 21     |
| 2007 | 福島県1部           | 6位  | 3    | 10   | 1  | 0  | 9  | 5    | 31   | -26    |

### FCシャイネン福島（第1期）
| 年度 | 所属                             | 順位                             | 勝点                             | 試合                             | 勝                               | 分                               | 敗                               | 得点                             | 失点                             | 得失差                           |
| 2008 | 福島県2部                        | 2位                              | 19                               | 10                               | 6                                | 1                                | 3                                | 25                               | 21                               | 4                                |
| 2009 | 福島県1部                        | 優勝                             | 25                               | 10                               | 8                                | 1                                | 1                                | 33                               | 15                               | 13                               |
| 2010 | 東北2部南                        | 優勝                             | 32                               | 14                               | 10                               | 2                                | 2                                | 35                               | 21                               | 14                               |
| 2011 | 東北地方太平洋沖地震により不参加 | 東北地方太平洋沖地震により不参加 | 東北地方太平洋沖地震により不参加 | 東北地方太平洋沖地震により不参加 | 東北地方太平洋沖地震により不参加 | 東北地方太平洋沖地震により不参加 | 東北地方太平洋沖地震により不参加 | 東北地方太平洋沖地震により不参加 | 東北地方太平洋沖地震により不参加 | 東北地方太平洋沖地震により不参加 |
| 2012 | 東北2部南                        | 4位                              | 20                               | 14                               | 6                                | 2                                | 6                                | 30                               | 30                               | 0                                |
| 2013 | 東北2部南                        | 7位                              | 24                               | 18                               | 7                                | 3                                | 8                                | 33                               | 33                               | 0                                |
| 2014 | 東北2部南                        | 2位                              | 34                               | 18                               | 11                               | 1                                | 6                                | 63                               | 39                               | 24                               |
| 2015 | 東北2部南                        | 6位                              | 23                               | 18                               | 7                                | 2                                | 9                                | 31                               | 42                               | -11                              |
| 2016 | 東北2部南                        | 8位                              | 19                               | 18                               | 5                                | 4                                | 9                                | 37                               | 41                               | -4                               |
| 2017 | 東北2部南                        | 8位                              | 20                               | 18                               | 5                                | 5                                | 8                                | 36                               | 39                               | -3                               |
| 2018 | 福島県1部                        | 3位                              | 16                               | 10                               | 5                                | 1                                | 4                                | 27                               | 14                               | 13                               |
| 2019 | 福島県1部                        | 2位                              | 17                               | 10                               | 5                                | 2                                | 3                                | 10                               | 10                               | 0                                |
| 2020 | 福島県1部                        | 5位                              | 3                                | 5                                | 1                                | 0                                | 4                                | 4                                | 13                               | -9                               |

### FCレグノウァ
| 年度 | 所属      | 順位 | 勝点 | 試合 | 勝 | 分 | 敗 | 得点 | 失点 | 得失差 |
| 2021 | 福島県1部 | 4位  | 6    | 4    | 2  | 0  | 2  | 6    | 7    | -1     |
| 2022 | 福島県1部 | 3位  | 16   | 10   | 5  | 1  | 4  | 22   | 17   | 5      |

### FCシャイネン福島（第2期）
| 年度 | 所属      | 順位 | 勝点 | 試合 | 勝 | 分 | 敗 | 得点 | 失点 | 得失差 |
| 2023 | 福島県2部 | 優勝 | 23   | 10   | 7  | 2  | 1  | 23   | 6    | 17     |
| 2024 | 福島県1部 | 4位  | 12   | 10   | 4  | 0  | 6  | 14   | 16   | -2     |

## ユニフォーム

### クラブカラー
- 2005年 - 2007年   臙脂、  黒
- 2008年 - 2021年   オレンジ
- 2021年 - 2022年   緑、  白
- 2023年 -    青、  黄色、  赤

### ユニフォームスポンサー
| 掲出箇所   | スポンサー名     | 表記             | 提出年   | 備考 |
| 胸         | かまた鍼灸整骨院 | かまた鍼灸整骨院 | 2016年 - |      |
| 鎖骨       | なし             | -                | -        |      |
| 背中上部   | なし             | -                | -        |      |
| 背中下部   | なし             | -                | -        |      |
| 袖         | なし             | -                | -        |      |
| パンツ前面 | なし             | -                | -        |      |
| パンツ背面 | なし             | -                | -        |      |

### ユニフォームサプライヤー
- ヨネックス

## 過去の所属選手
- 金基洙 2015-2016
- 大原卓丈 2016